# Maihueniopsis camachoi
Maihueniopsis camachoi ist eine Pflanzenart in der Gattung Maihueniopsis aus der Familie der Kakteengewächse (Cactaceae). Das Artepitheton camachoi ehrt den chilenischen Agronom Carlos Camacho, welcher zugleich auch der Entdecker der Art ist.

## Beschreibung
Maihueniopsis camachoi bildet etwas aufgewölbte Polster von bis über 50 Zentimeter Durchmesser. Die eiförmigen, scharf zugespitzten Triebabschnitte sind bis zu 4 Zentimeter lang. Die eng beieinander stehenden, kleinen Areolen sind fast über die gesamte Länge der Triebabschnitte vorhanden. Die ein bis drei geraden, schlanken, etwas aufwärts gerichteten, weißen Mitteldornen sind bis zu 6 Zentimeter lang. Manche von ihnen sind etwas abgeflacht. Die ein bis zwei kurzen, steifen, borstenartigen Randdornen sind meist weggebogenen und etwas abgeflacht.
Die Blüten weisen eine Länge von bis zu 6 Zentimeter auf. Ihr am oberen Rand leicht borstiges Perikarpell ist mit zahlreichen, eng beieinander stehenden Areolen besetzt.

## Verbreitung und Systematik
Maihueniopsis camachoi ist in der chilenischen Region Antofagasta in Höhenlagen von 2000 bis 3000 Metern auf trockenen Schotterebenen und -hängen verbreitet.
Die Erstbeschreibung als Opuntia camachoi erfolgte 1933 durch Marcial Ramón Espinosa Bustos. Friedrich Ritter stellte die Art 1980 in die Gattung Maihueniopsis. Ein weiteres nomenklatorisches Synonym ist Tephrocactus camachoi (Espinosa) G.D.Rowley (2006).

## Nachweise